# 钱惟濬
钱惟濬（955年—991年），字禹川，錢塘（今浙江杭州）人。吴越忠懿王錢俶嫡子，錢惟演、錢惟濟的大哥。
显德二年（955年）出生就被封为世子。表授镇海镇东两军节度副大使，检校太保，辖两浙管内土客诸军事。显德七年（960年），加检校太傅。建隆三年（962年），领建武军节度使。乾德初为检校太尉。六年（968年），开宝二年（969年），四年（971年），多次朝宋。开宝二年（969年）为镇东军节度使，浙江东西道观察处置使，两浙制置营田发运使。宋朝伐江南南唐，他随父克常州，因功为同平章事。宋太宗即位，加兼侍中。太平兴国二年（977年）丁母忧，起复为镇东大将军，右金吾卫大将军，员外置同正。钱俶献土之前派他进贡，宋太宗派侯涉在泗州迎接。钱俶献土，钱惟濬为淮南节度使，检校太师，从征北汉、幽蓟，巡大名府。雍熙年间镇安州，端拱年间封萧国公。钱俶死后，起复加中书令。多次进献绫罗珍宝，还献女乐十人，被宋太宗赐物遣散。淳化年间，杭州进献历朝给吴越国的玉册铁券，宋太宗都给了钱惟濬。后来钱惟濬暴卒，年三十七岁，追封邠王（祁王），谥号安僖，葬在开封府南。他轻财酗酒，所以不得长寿。其子钱守吉，钱守让。

## 家庭
- 兒子
  - 錢守吉，官至西京作坊使
  - 錢守讓，字希仲，官至東染院使。其子錢恕，娶曹恭惠王趙元偁之女長安縣主